# Рёсслер, Отто
Отто Рёсслер (нем. Otto Rössler, 6 февраля 1907, Айзенштадт, Австро-Венгрия — 9 июля 1991, Марбург) — австрийский семитолог, африканист, сотрудник Аненербе, унтерштурмфюрер СС.

## Биография
Вырос в Вене. Изучал востоковедение и египтологию в Вене и Берлине. В 1924 г. вступил в австрийскую НСДАП. В 1933 г. за свою деятельность в партии был заключён на 2 месяца в тюрьму. В 1934 г. переехал в Германию, где защитил кандидатскую диссертацию о трёхъязычных надписях в Древней Персии. В 1938 г. женился на сестре своего товарища Отто Хута.
Работал в Аненербе, где возглавлял учебно-исследовательский отдел культуры Северной Африки (его шурин Хут возглавлял там же учебно-исследовательский отдел истории индогерманской религии), в Имперском министерстве пропаганды и Институте изучения еврейского вопроса. С 1940 г. ассистент, с 1941 г. — доцент в Тюбингене. С 1941 г. доктор наук.
С 1944 года работал в отделе VI C РСХА, который вёл радиовещание на арабские страны. По роду деятельности был связан с муфтием Иерусалима Амином аль-Хусейни и Рашидом аль-Галайни. Выступая на страницах «Политического журнала» («Zeitschrift für Politik») с антисемитскими статьями, Рёсслер писал, что евреи являются
этническим вырождением вооруженных пастухов древнейших времен до паразитирующих еврейских жителей больших городов диаспоры … Иудаизм является результатом этого процесса вырождения, еврейский народ — это парадигма человеческого вырождения.
Сравнивал иудаизм с английским пуританством, Рёсслер указывал на «духовное родство евреев и англичан» и считал, что
Англия с её экономическим, политическим, а также нравственным оевреиванием, одурманенная своей избранностью, со своим плутократическим империализмом в последние столетия превратилась в антиевропейскую державу.

## После войны
После освобождения из плена и процесса денацификации Рёсслер в 1954 г. стал экстраординарным профессором Тюбингенского университета. В 1964—1975 гг. возглавлял семинар по семитологии в университете Марбурга.
Его сын Отто Рёсслер — известный немецкий биохимик.

## Сочинения
- Untersuchungen über die akkadische Fassung der Achämenideninschriften. Berlin 1938
- Verbalbau und Verbalflexion in den semitohamitischen Sprachen. Vorstudien zu einer vergleichenden semitohamitischen Grammatik. In: Zeitschrift der Deutschen Morgenländischen Gesellschaft, 100/1950, S. 461—514
- Zum althebräischen Tempussystem. Eine morpho-syntaktische Untersuchung. In: Otto Rössler (Hg.): Hebraica. Reimer, Berlin 1977
- Gesammelte Schriften zur Semitohamitistik, hg. v. Thomas Schneider. Münster 2001.